# Arthur Dendy
Aquest autor és citat en taxonomia animal amb el nom «Dendy».
Arthur Dendy   (Manchester, 20 de gener de 1865 - Londres, 24 de març de 1925) va ser un zoòleg anglès.
Va ser el vuitè fill de John Dendy i de Sarah Beard. Després de graduar-se a l'Owens College de Manchester com a zoòleg, el 1885, es va unir a l'equip editorial de la expedició Challenger. A petició del professor Baldwin Spencer, va ser nomenat professor ajudant de la facultat de ciències biològiques de la Universitat de Melbourne a Austràlia. Posteriorment, Dendy va ser contractat per treballar al Museu Britànic de Londres. Es va especialitzar en esponges i, a principis de la dècada de 1920, va participar en la classificació de les sponges de la classe Demospongiae.
Va ser membre de la Royal Society of Victoria i també del Field Naturalists Club of Victoria on va realitzar un treball molt important sobre les esponges. Dendy es va convertir en una de les principals autoritats del filum Porifera i el va reestructurar àmpliament. El 1928 Émile Topsent va incloure tota aquesta feina en el sistema taxonòmic dels filum, vigent encara després de 90 anys.

## Obres
- H. McLachlan, Records of a Family 1800-1933 (Manchester, 1935)
- Nature (London), 115 (1925)
- Quekett Microscopical Club, Journal, Nov 1925
- Victorian Naturalist, 42 (1925-26)
- Linnean Society of New South Wales, Proceedings, 51 (1926), viii.